# Зарубинское сельское поселение (Ивановская область)
Зару́бинское сельское поселение — бывшее муниципальное образование в Вичугском муниципальном районе Ивановской области. В 2010 году вошло в состав Сошниковского сельского поселения.
Состояло из села Раздолье, деревень: Булатиха, Волынево, Забельское, Зарубино, Кашино, Клюшино, Котельцы, Курдино, Лазуниха, Макатово, Никоново, Овиново, Окулово, Сонино, Сорокино, Тропинское, Харино, Шалдово.
Административный центр — с. Раздолье. Расстояние до районного центра — города Вичуга — 14 км.
Образовано в соответствии с законом Ивановской области от 11 января 2005 года № 4-ОЗ «О городских и сельских поселениях в муниципальных районах».

## Описание границ
(в ред. Закона Ивановской области от 12.10.2005 N 124-ОЗ)
Граница Зарубинского сельского поселения начинается на западе от точки смежества 122 кв. Вичугского лесничества, Филисовского лесничества и СХПК «Колос». На западе граница проходит по границе с Гольчихинским сельским поселением, на севере — с Сошниковским сельским поселением до смежества 96 кв. Гослесфонда и КСП «Рассвет», далее граница поворачивает на юго-восток и проходит по границе 12, 13 кв. и СХПК «Семеновский» и КСП «Родник» и 23, 24, 25, 26, 27 кв. Гослесфонда. Далее граница идет на юг по смежеству 32 кв. и 27 и 31 кв. Вичугского лесхоза до границы с Лухским муниципальным районом. Далее граница на юго-востоке совпадает с границей Лухского и Вичугского муниципальных районов, на юге и юго-западе — с границей Родниковского и Вичугского муниципальных районов и возвращается в начало отсчета.